# Regional at Best
Regional at Best — другий студійний і перший альбом записаний після приєднання Джоша Дана до гурту Twenty One Pilots. Є останнім альбомом, записаним до контракту з Fueled by Ramen.
Більшість треків з цього альбому були використані у наступних альбомах дуету.
У записі треку «Kitchen Sink» брав участь брат фронтмена гурту, Джей Джозеф.

## Список пісень
| #     | Назва               | Тривалість |
| ----- | ------------------- | ---------- |
| 1.    | «Guns for Hands»    | 4:37       |
| 2.    | «Holding On To You» | 4:26       |
| 3.    | «Ode To Sleep»      | 5:14       |
| 4.    | «Slowtown»          | 4:57       |
| 5.    | «Car Radio»         | 4:49       |
| 6.    | «Forest»            | 4:11       |
| 7.    | «Glowing Eyes»      | 4:26       |
| 8.    | «Kitchen Sink»      | 5:34       |
| 9.    | «Anathema»          | 3:59       |
| 10.   | «Lovely»            | 4:20       |
| 11.   | «Ruby»              | 4:30       |
| 12.   | «Trees»             | 4:20       |
| 13.   | «Be Concerned»      | 4:08       |
| 14.   | «Clear»             | 3:38       |
| 63:09 |                     |            |

На композиції «Guns for Hands», «Holding on to you», «Car Radio» були зняті музикальні відео, а трек «Forest» був виконаний на камеру та завантажений на офіційний канал гурту.